# Cuapiaxtla de Madero
Cuapiaxtla de Madero är en kommunhuvudort i Mexiko.   Den ligger i kommunen Cuapiaxtla de Madero och delstaten Puebla, i den sydöstra delen av landet, 150 km öster om huvudstaden Mexico City. Cuapiaxtla de Madero ligger 2 058 meter över havet och antalet invånare är 5 781.
Terrängen runt Cuapiaxtla de Madero är lite kuperad. Runt Cuapiaxtla de Madero är det ganska tätbefolkat, med 239 invånare per kvadratkilometer. Närmaste större samhälle är Acatzingo de Hidalgo, 8,5 km nordost om Cuapiaxtla de Madero. Trakten runt Cuapiaxtla de Madero består till största delen av jordbruksmark.